# De ring en de prins
De ring en de Prins is een verhaal van Louis Couperus, gepubliceerd in 1910 in het tijdschrift  Groot Nederland en opgenomen in 1911 in de bundel Korte arabesken. Het werd in 1922 uitgegeven in boekvorm onder de titel De ring en de prins. Gevolgd door: Een verrassende ontdekking, een reclame-uitgave van uitgeverij Wereldbibliotheek. 

## Geschiedenis
De ring en de prins verscheen voor de eerste keer in oktober 1910 in Groot Nederland. In de jaren 1910 publiceerde Couperus verschillende verhalen of schetsen in  Groot Nederland en in Het Vaderland. Deze werden in 1911 gebundeld in Korte arabesken, niet uitgegeven door zijn vaste uitgever L.J. Veen, maar door de Maatschappij ter verspreiding van Goede en Goedkoope Lectuur, normaliter aangeduid als de Wereldbibliotheek, naar de bekendste serie van die uitgeverij. Veen had Couperus overigens wel naar die Maatschappij verwezen, omdat de schrijver nu eens zijn werk als goedkope 'Spoorweglectuur' wilde laten uitgeven in grote oplagen, zoals hij dat in het buitenland zag. Veen wilde zich daar niet aan wagen en verwees dus door.

### Uitgave
In 1922 werd De ring en de prins samen met Een verrassende ontdekking apart uitgegeven als premie-uitgaafje door de Wereldbibliotheek in een minuscuul formaat van 10 bij 6 cm onder de titel: De ring en de prins. Gevolgd door: Een verrassende ontdekking. De bandtekening was van Herman Hana, die veel voor de Wereldbibliotheek werkte. Het anonieme 'verhaal' Een verrassende ontdekking maakt reclame voor de uitgaven van de Wereldbibliotheek. Bovendien meldde de uitgave dat de bundel Korte arabesken in herdruk was; die 2e druk zou in 1923 verschijnen, juist na het overlijden van de schrijver en met een voorwoord van de uitgever, Lion Simons, waarin de schrijver werd herdacht.
Vanwege het kleine formaat en de kwetsbaarheid van de uitgave behoort het boekje tot de meest zeldzame publicaties van Couperus, hoewel het gezien zijn aard vermoedelijk niettemin in een grote oplage is gedrukt en verspreid.